# Bjørgvins stift
Bjørgvins stift (norska: Bjørgvin bispedømme) är ett stift inom Norska kyrkan som omfattar Vestland fylke och har sitt biskopssäte i kuststaden Bergen. Stiftet grundades ursprungligen som Selje stift, men när relikerna efter Sunniva den heliga flyttades till Bergen överfördes även biskopssätet. Det räknas som ett av Norges fem ursprungliga stift, och återgavs som Bergens stift fram till 1919, då det fick namn efter det gamla namnet för staden Bergen.
Stiftets biskop är sedan 16 april 2023 Ragnhild Jepsen. Hon är även biskop för Norska kyrkans utlandsförsamlingar, Sjømannskirken – Norsk kirke i utlandet. Verksamheten är indelad i 176 församlingar fördelat på 43 kyrkjelege fellesråd, ungefär pastorat.

## Historik
De tre äldsta stiften i Norge upprättades av kung Olav Kyrre på 1000-talet. I området Gulatingslagen i västra Norge fanns Selje kloster, ett benediktinerkloster på ön Selja helgat till det engelska helgonet Sankt Alban. Vid klostret fanns även relikerna från Sunniva den heliga, en kristen irländsk kungadotter som flytt för sin tros skull och lidit skeppsbrott på ön Selja. Klostret blev biskopssäte för Gulatingslagen omkring 1068.
Biskopen verkar ha flyttat in till Bergen i slutet av 1000-talet, men först 1170 sker den officiella flytten av biskopssätet när relikerna förs till staden. Stiftet bytte namn till Bergens stift. Klostret fortsatte sin verksamhet till 1460- eller 1470-talet. Den första domkyrkan kallas Vesle Kristkyrkja (Lilla Kristuskyrkan) och var en träkyrka i den nuvarande stadsdelen Bergenhus. Ungefär samtidigt lät Olav Kyrre påbörja bygget av Store Kristkyrkja, en stenkyrka som på 1100- och 1200-talet blir norsk kröningskyrka. Det är hit Sankt Sunnivas reliker förs.
Vid reformationen, 1536, blev Sankt Olavskyrkan stiftets nya domkyrka. Kyrkan brann 1623, 1640 och 1702, men byggdes upp på nytt varje gång, med utvidgningar och förbättringar. Domkyrkans torn var en del av stadens brandförsvar, och tornvakt fanns i domkyrkans torn 1624–1903.
Sedan 1983 består stiftet av Vestland fylke, då Sunnmøre fördes till det nybildade Møre stift.

## Organisation

### Biskop
Biskopen ansvarar för kyrkans tro och lära i stiftet och är högsta chef för stiftets präster. Det åligger även biskopen att visitera församlingarna samt att ordinera och viga människor till tjänst i kyrkan.
Biskopen av Bjørgvin har sitt säte i Bergen och domkyrkan i Bergen. Biskop är sedan 16 april 2023 Ragnhild Jepsen.

### Stiftsrådet
Bjørgvins bispedømeråd, stiftsrådet, beslutar om kyrkans verksamhet i stiftet och verkar för att "väcka och nära det kristliga livet i församlingarna" och främja samarbetet mellan stiftets församlingar.
Stiftstrådet har 10 medlemmar, nämligen biskopen, en präst vald av stiftets präster, en anställd lekman vald av stiftets anställda lekmän, och sju andra lekmän valda av stiftets röstberättigade medlemmar. Biskopen tjänstgör ex officio, medan samtliga övriga ledamöter har en mandatperiod om fyra år.
Det nuvarande stiftsrådet tillträde 1 januari 2024 och mandatperioden sträcker sig till 31 december 2027. De valda lekmännen tillhör Frimodig kyrkje (1), Bønnelista (1), Nominasjonskomiteen (2) och Open folkekyrkje (3). Ordförande (leder) i stiftstrådet är Oddny Irene Miljeteig från Open folkekyrkje.
Ledamöterna i stiftsrådet är också stiftets ledamöter i kyrkomötet.

### Kontraktsindelning och prostar

Kontrakt (prosterier) i Bjørgvins stift.

Bjørgvins stift är indelat i elva kontrakt (prosterier, norska: prostier) och 176 församlingar (socknar, norska: sokn eller sogn), som samverkar i 43 kyrkliga samfälligheter (norska: kirkelige fellesråd), en organisation som ungefärligt motsvarar ett pastorat, men i övrigt följer kommunindelningen och är nära knuten till den kommunala organisationen.
För varje kontrakt finns en prost, som fungerar som chef för kontraktets präster. Prostarna ska i övrigt bistå biskopen i hans eller hennes ämbete. Prosten i domkyrkokontraktet (domprosteriet) kallas domprost. Domprosten i Bergen är biskopens vikarie och kan bland annat träda i biskopens ställe vid visitation, prästvigning och invigning av nya kyrkor.
De elva kontrakten är:
- Bergens domprosteri
- Bergensdalens prosteri
- Fana prosteri
- Hardanger og Voss prosteri
- Nordfjords prosteri
- Nordhordlands prosteri
- Sogns prosteri
- Sunnfjords prosteri
- Sunnhordlands prosteri
- Vesthordlands prosteri
- Åsane prosteri

## Biskopslängd för Bjørgvins stift

### Romersk-katolska biskopar av Selja 1067–1169
1. Bjarnvard 1067–okänt
2. Svein, okänt
3. Magne, okänt
4. Ottar Islänning, okänt
5. Pål 1156 eller 1157–1160
6. Nikolas Petersson i Sogn 1160–1170, därefter biskop av Bergen

### Romersk-katolska biskopar av Bergen 1170–1535
1. Nikolas Petersson i Sogn 1170–1194, därförinnan biskop av Selja
2. Martin 1194–1216
3. Håvard 1217–-1224
4. Arne 1226–1256
5. Peter 1257–1270
6. Askatin 1270–1277
7. Narve 1278–1304
8. Arne Sigurdsson 1305–1314
9. Audfinn Sigurdsson 1314–1330
10. Johannes 1336 [Följer ej den kronologiska ordningen.?]
11. Håkon Erlingsson 1332–1342
12. Torstein Eiriksson 1343–1349
13. Gisbrikt Erlendsson 1349–1369
14. Benedikt Ringstad 1370–1371
15. Jakob Jensson 1372–1401
16. Jakob Knutsson 1401–1407
17. Aslak Hartviktsson Bolt 1408–1428
ärkebiskop i Nidaros från 1428
18. Arendt Klementssøn 1430 eller 1431–1434
ärkebiskop i Uppsala från 1433
19. Olav Nilsson 1434–1436
20. Olav Hartviktson 1438 eller 1440–-1448
21. Thorleiv Olavsson 1450–1455
22. Paulus Justiniani 1457–1460
23. Finnboge Niklasson 1461–1474
24. Hans Teiste 1474–1506
25. Andor Ketilsson 1507–1522
26. Olav Thorkelsson 1524–1535

### Lutherska biskopar av Bergen 1537–1919
Där inget annat anges är biskopslängden grundad på en översikt framtagen av Karl Marthinussen, biskop i Stavanger 1949–1960, som utgavs 1949. Författaren har dock angett att han saknar "vetenskapliga pretentioner" och att det därför saknas primärkällor för biskopslängden.
De första biskoparna efter reformationen hade titeln superintendent, innan biskopstiteln åter kom i bruk.
1. Geble Pederssøn 1536–1557
2. Jens Pedersen Skjelderup 1557–1582
3. Anders Foss 1583–1607
4. Anders Mikkelsen Kolding 1607–1615
5. Niels Paasche 1616–1636
6. Ludvig Hanssøn Munthe 1636–1649
7. Jens Pedersen Skjelderup 1649–1665 (sonson till Jens Pedersen Skjelderup, biskop 1557–1582)
8. Niels Enevoldsen Randulf 1665–1711
9. Niels Pederssøn Smed 1711–1716
10. Clemens Schmidt 1716–1723
11. Marcus Müller 1723–1731
12. Oluf Cosmussen Bornemann 1731–1747
13. Erik Pontoppidan d.y. 1747–1755
14. Ole Tidemand 1755–1762
15. Frederik Arentz 1762–1774
16. Eiler Hagerup d.y. 1774–1778[20]
17. Søren Friedlieb 1778–1779
18. Ole Irgens 1779–1803
19. Johan Nordahl Brun 1803–1816
20. Claus Pavels 1817–1822
21. Jacob Neumann 1822–1848
22. Peder Christian Hersleb Kjerschow 1848–1857
23. Jens Mathias Pram Kaurin 1858–1863
24. Peder Hersleb Graah Birkeland 1864–1880
25. Fredrik Waldemar Hvoslef 1880–1898
26. Johan Willoch Erichsen 1899–1916
27. Peter Hognestad 1916–1919, därefter biskop av Bjørgvin

### Lutherska biskopar av Bjørgvin 1919–
År 1919 bytte stiftet namn från Bergen till Bjørgvin, efter det gamla namnet för staden. Där inget annat anges är biskopslängden grundad på en översikt framtagen av Karl Marthinussen, biskop i Stavanger 1949–1960, som utgavs 1949. Författaren har dock angett att han saknar "vetenskapliga pretentioner" och att det därför saknas primärkällor för biskopslängden.
1. Peter Hognestad 1919–1931, därförinnan biskop av Bergen
2. Andreas Fleischer 1931–1948
3. Ragnvald Indrebø 1948–1961
4. Per Juvkam 1961–1976
5. Thor With 1977–1987
6. Per Lønning 1987–1994
7. Ole Danbolt Hagesæther 1994–2008
8. Halvor Nordhaug 2009– 2023[21]
9. Ragnhild Jepsen 2023–